# آلکساندر استامبولیسکی
آلکساندر استامبولیسکی (بلغاری: Александър Стоименов Стамболийски؛ ۱ مارس ۱۸۷۹ – ۱۴ ژوئن ۱۹۲۳) یک سیاست‌مدار اهل بلغارستان بود.

## نگارخانه

تندیس یادبود استامبولیسکیتندیس یادبود استامبولیسکی
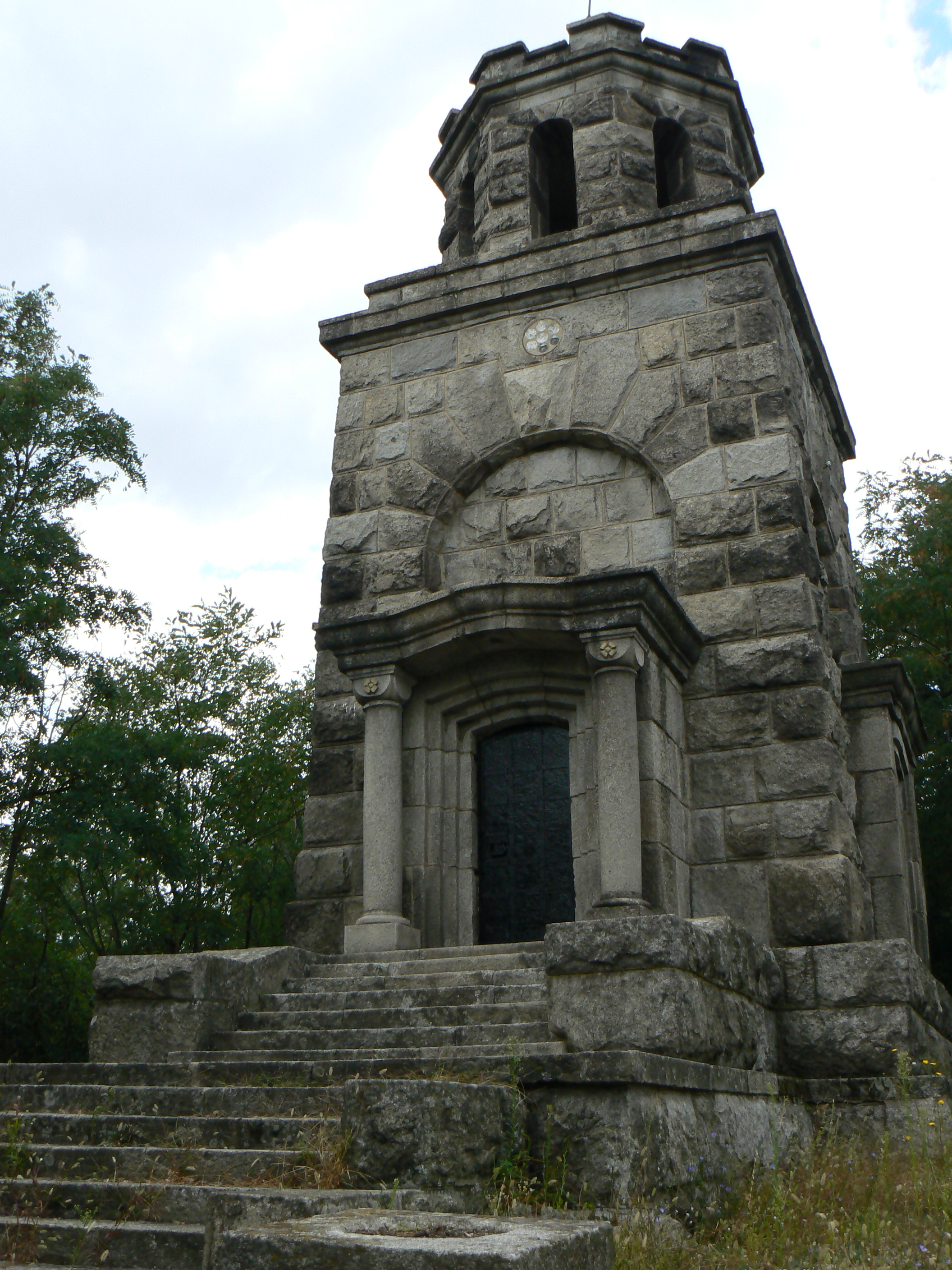
بنای یادبود استامبولیسکی